# مونگلی
مونگلی (به انگلیسی: Mungeli) یک منطقهٔ مسکونی در هند است که در بخش مونگلی واقع شده‌است. مونگلی ۲۷٬۳۸۷ نفر جمعیت دارد و ۲۸۸ متر بالاتر از سطح دریا واقع شده‌است.